# Streamy Awards
Streamy Awards er en årlig prisuddeling, der afholdes af International Academy of Web Television (IAWTV) for at hædre fremtrædende web-tv produktioner. Der uddeles priser indenfor instruktion, skuespil, manuskript m.v. Selve prisuddelingen finder sted i Los Angeles i Californien. Streamy Awards er det første prisuddelingsshow med åbning af kuverter, der er blevet streamet live.
Vinderne af priserne i i alt 36 kategorier, blev for første gang offentliggjort den 28. marts 2009 ved '1st Annual Streamy Awards'.
Vært ved den anden prisuddeling '2nd Streamy Awards' var skuespilleren og komikeren Paul Scheer. Showet blev streamet live fra Orpheum Theatre i Los Angeles den 11. april 2011. Afviklingen var udsat for en række tekniske problemer samt flere streakere, der løb op på podiet under transmissionen. Showet blev sendt som et online live internet streaming program.
Streamy Awards blev skabt af producerne Drew Baldwin, Brady Brim-DeForest og Marc Hustvedt fra Tubefilter og Joshua Cohen og Jamison Tilsner fra Tilzy.tv.